# Tinner Loh
Das Tinner Loh ist ein Naturschutzgebiet in der niedersächsischen Stadt Haren (Ems) im Landkreis Emsland.
Das Naturschutzgebiet mit dem Kennzeichen NSG WE 017 ist 12,8 Hektar groß. Das Gebiet steht seit dem 12. Juni 1937 unter Naturschutz. Zuständige untere Naturschutzbehörde ist der Landkreis Emsland.
Das Naturschutzgebiet liegt östlich von Haren (Ems) zwischen Emmeln und Tinnen. Es stellt einen alten Buchenwald mit teilweise sehr alten Bäumen unter Schutz. Im Wald, der früher als Hutewald beweidet wurde, ist viel Totholz zu finden, in den Bäumen kommen viele Höhlen vor.